# Óscar Humberto Mejía Victores
Óscar Humberto Mejía Victores (ur. 9 grudnia 1930 w Gwatemali, zm. 1 lutego 2016 tamże) – gwatemalski generał i polityk, minister obrony w latach 1982–1985 oraz prezydent Gwatemali w latach 1983–1986. Władzę w kraju zdobył w wyniku zamachu stanu inspirowanym przez Stany Zjednoczone.

## Życiorys
Óscar Humberto Mejía Victores wstąpił do gwatemalskiej armii w wieku 18 lat. W 1955 przeszedł specjalne szkolenie w amerykańskiej strefie Kanału Panamskiego. Zwrócił już wówczas na siebie uwagę amerykańskich instruktorów. W 1960 studiował w Meksyku w Akademii Wojskowej, gdzie również był wyróżniany. W czerwcu 1980 został awansowany do stopnia generała brygady. Wkrótce potem mianowano go generalnym inspektorem a następnie wiceministrem obrony. W marcu 1982 wziął udział w kierowanym przez generała Efraína Ríosa Montta zamachu stanu, który doprowadził do obalenia rządów Abibala Guevary. Ríos powierzył Mejíi Victoresowi stanowisko ministra obrony, przekazując mu w istocie pełne dowództwo nad armią.
Rządowi Ríosa Montta nie udało się ustabilizować sytuacji gospodarczej kraju, ani odnieść zwycięstwa w walce z lewicową partyzantką. W tej sytuacji 8 sierpnia 1983 Mejía Victores dokonał kolejnego zamachu stanu i sam przejął władzę w państwie. Rząd amerykański udzielił nowej juncie pełnego poparcia politycznego oraz przekazał znaczną pomoc finansową.
Nowemu rządowi nie udało się jednak w pełni przezwyciężyć trudności. Napięta sytuacja w kraju i naciski z zagranicy zmusiły w końcu Mejíę Victoresa do przeprowadzenia w listopadzie 1985 wyborów prezydenckich. Zakończyły się one jego porażką. W 1985 musiał przekazać władzę pierwszemu od dwudziestu lat cywilnemu prezydentowi Gwatemali – Marco Vinicio Cerezo Arévalo.